# Вулф Кирстен
Вулф Кирстен (на немски: Wulf Kirsten) е германски поет и белетрист.

## Живот
Вулф Кирстен е роден в Клипхаузен край Майсен в семейството на каменоделец.
В Лайпциг Кирстен получава висше образование като учител по немски и руски език. По време на своето следване се занимава усърдно с литература и проучване на родния си диалект. Оттогава са и първите му публикации в литературни списания и антологии. След като завършва, за кратко работи като учител, а после става редактор във ваймарското издателство „Ауфбау“. Преминава деветмесечен курс в Литературния институт „Йоханес Р. Бехер“ в Лайпциг, където се запознава с идващия също от Саксония поет Хайнц Чеховски и с него за години го свързва продуктивно творческо приятелство. Голяма роля за литературното оформяне на Кирстен изиграва поетът от по-старото поколение Георг Маурер.

## Творби
За едно десетилетие излизат стихосбирките на Вулф Кирстен „Поетичен албум“ (1968), „Начало на изречението“ (1970), „Езикът на тухларите“ (1974), „Бродещият из страната“ (1976) и „Оловното дърво“ (1977). Стихосбирката „Земята край Майсен“ (1986) съдържа подбрани творби, създадени в периода 1961 – 1982 г. и излиза едновременно в Лайпциг и Франкфурт на Майн. За тази книга Вулф Кирстен е отличен с престижната литературна награда „Петер Хухел“ (1987). Така поетът получава известност пред по-широка публика и в двете Германии.
След политическата промяна през 1989 г. книгите на Вулф Кирстен се публикуват главно в Швейцария. Там поетът издава стихосбирките „Време на теменужките“ (1989), „Трошляк от гласове“ (1993), „Влошаване на времето“ (1999), „Между местоположение и зрително поле. Стихове и парафрази“ (2001) и „Картини от живота на Земята. Стихове от петдесет години. 1954 – 2004“ (2004).

## Поетика
Още в предговора към първата си по-голяма стихосбирка „Начало на изречението“  Вулф Кирстен очертава своята поетическа програма. Стремежът му е да проникне по-дълбоко в природата, да постигне сетивно съвършен предметен език и многопластовост, чрез която в природната картина да навлязат социални и исторически мотиви. Според поета погледът към традицията е също толкова важен, колкото и отношението към съвремието, емоционалната близост е от същото значение като критическата дистанция.
Основен мотив у Кирстен е връзката с пейзажа, който поетът възприема като природа, обработена и променена от човека. Така Вулф Кирстен продължава традицията на Петер Хухел и Йоханес Бобровски в „природната лирика“. Но особено в по-късните години у Кирстен доминира възгледа за бруталната, несъразмерна и непоправима човешка намеса в природата. Езикът на поета е изпъстрен с грубовати, често необичайни диалектни изрази и думи.

## Признание
Вулф Кирстен все повече е определян като един от най-значимите съвременни немски поети. През 2003 г. става почетен доктор на университета „Фридрих Шилер“ в Йена. Член е на Немската академия за език и литература в Дармщат, Берлинската академия на изкуствата, Академията за наука и литература в Майнц, Свободната академия на изкуствата в Лайпциг и ПЕН центъра на ФРГ.

## Награди и отличия
- Förderungspreis Literatur der Akademie der Künste Berlin, 1971
- Louis-Fürnberg-Preis, 1972
- Jiri-Wolker-Medaille, 1975
- Literatur- und Kunstpreis der Stadt Weimar, 1983
- Johannes-R.-Becher-Medaille, 1985
- „Награда Петер Хухел“, 1987
- „Награда Хайнрих Ман“, 1989
- „Евангелистка награда за книга“, 1990
- Stadtschreiber Salzburg, 1993
- „Награда Елизабет Ланггесер“ на град Алцай, 1994
- Fedor-Malchow-Lyrikpreis, 1994
- Erwin-Strittmatter-Preis, 1994
- Weimar-Preis, 1994
- Calwer Hermann-Hesse-Stipendium, 1996
- Deutscher Sprachpreis der Henning-Kaufmann-Stiftung zur Pflege der Reinheit der deutschen Sprache, 1997
- Stipendium des Künstlerhauses Edenkoben, 1998
- Stadtschreiber von Bergen-Enkheim, 1999
- Dresdner Stadtschreiber, 1999
- „Награда Хорст Бинек за поезия“, 1999
- „Награда Мари Луизе Кашниц“, 2000
- Schiller-Ring der Deutschen Schillerstiftung, 2002
- Ehrendoktorwürde der Friedrich-Schiller-Universität Jena, 2003
- „Награда Айхендорф“, 2004
- „Литературна награда на Фондация „Конрад Аденауер““, 2005
- „Награда Йозеф Брайтбах“, 2006
- „Награда Валтер Бауер“, 2006
- „Награда Кристиан Вагнер“, 2008
- „Награда Йоахим Рингелнац“, 2010
- „Тюрингска литературна награда“, 2015